# 莱索 (萨瓦省)
莱索（法語：Laissaud，法語發音：[lɛso]）是法国萨瓦省的一个市镇，位于该省西南部，属于尚贝里区。

## 地理
莱索（45°26'49"N, 6°2'13"E）面积6.57 平方千米，位于法国奥弗涅-罗讷-阿尔卑斯大区萨瓦省，该省份为法国东部省份，历史上为薩伏依的一部分，北起上萨瓦省，西接伊泽尔省和安省，南部和东部与上阿尔卑斯省和意大利接壤。
与莱索接壤的市镇（或旧市镇、城区）包括：圣马克西曼、沙帕雷扬、蓬沙拉、拉沙佩勒布朗什、莱莫莱特、滨湖圣埃莱娜、波特德萨瓦。

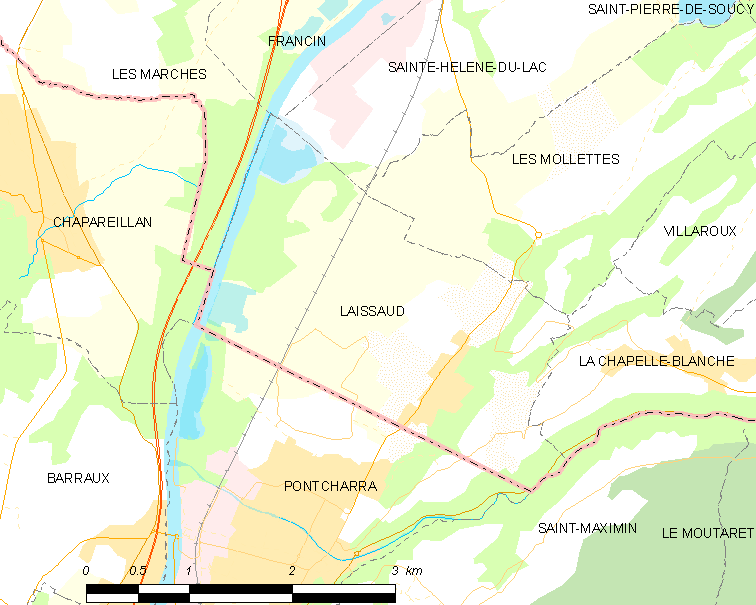
的OSM定位图

莱索的时区为UTC+01:00、UTC+02:00（夏令时）。

## 行政
莱索的邮政编码为73800，INSEE市镇编码为73141。

## 政治
莱索所属的省级选区为蒙梅利扬县。

## 人口

1962-2008年间人口变化图示

莱索于2022年1月1日时的人口数量为752人。